# 準楕円型作用素
数学の、特に偏微分方程式の理論において、ある開部分集合
{\displaystyle U\subset {\mathbb {R} }^{n}}
上で定義される偏微分作用素 {\displaystyle P} が準楕円型（じゅんだえんがた、英: hypoelliptic）であるとは、ある開部分集合 {\displaystyle V\subset U} 上で定義されるすべての超函数 {\displaystyle u} に対し、{\displaystyle Pu} が {\displaystyle C^{\infty }}（滑らか）であるなら {\displaystyle u} もまた {\displaystyle C^{\infty }} となることを言う。
{\displaystyle C^{\infty }} が実解析的という条件で置き換えられてもこの主張が成立するとき、{\displaystyle P} は解析的準楕円型（analytically hypoelliptic）と呼ばれる。
係数が {\displaystyle C^{\infty }} であるようなすべての楕円型作用素は、準楕円型である。特にラプラシアンは楕円型作用素の一例である（ラプラシアンはまた解析的準楕円型でもある）。熱方程式の作用素
{\displaystyle P(u)=u_{t}-k\Delta u\,}
（但し {\displaystyle k>0}）は準楕円型であるが、楕円型ではない。波動方程式の作用素
{\displaystyle P(u)=u_{tt}-c^{2}\Delta u\,}
（但し {\displaystyle c\neq 0}）は準楕円型ではない。